# ميركو توبيك
ميركو توبيك (بالصربية: Мирко Топић)‏ هو لاعب كرة قدم صربي في مركز الوسط، ولد في 5 فبراير 2001 في نوفي ساد في صربيا. لعب مع نادي فويفودينا.

## وصلات خارجية
- ميركو توبيك على موقع قاعدة بيانات كرة القدم.إي يو (الإنجليزية)
- ميركو توبيك على موقع بيانات كرة القدم. دي إي (الألمانية)
- ميركو توبيك على موقع ناشيونال فوتبول تيمز (الإنجليزية)
- ميركو توبيك على موقع Soccerbase.com (لاعب) (الإنجليزية)
- ميركو توبيك على موقع Soccerway.com (الإنجليزية)
- ميركو توبيك على موقع عالم كرة القدم.نت (الإنجليزية)